# 日本賽博龐克
日本賽博朋克指的是日本製作的賽博朋克小說。日本賽博朋克有兩種截然不同的子流派：真人版日本賽博朋克電影以及賽博朋克漫畫和動漫作品。
日本的賽博朋克電影是指1980年代開始在日本製作的地下電影類型。它與西方人所理解的“低生活高科技”賽博朋克有些相似，但是在工業和金屬圖像的表述以及難以理解的敘述上卻有所不同。該類型的起源可以追溯到1982年的電影《爆裂都市》，之前該類型主要由1989年的電影《鐵男》定義。它的起源可追溯到1970年代日本朋克音樂界的日本朋克次文化，石井岳龍1970年代末至1980年代初的朋克電影將這種次文化引入日本電影界，為日本網絡朋克鋪平了道路。
日本賽博朋克也指漫畫和具有賽博朋克主題的動漫作品的一個子流派。這種子類型始於1982年大友克洋（Katsuhiro Otomo）的漫畫系列《亞基拉》的首次亮相，其1988年的動畫電影改編（由大友導演）隨後又廣受歡迎。《亞基拉》激發了一系列日本網絡朋克作品，包括漫畫和動漫系列，例如《攻殼機動隊》、《艾莉塔：戰鬥天使》、《星際牛仔》和《玲音》。賽博朋克動漫和漫畫對全球流行文化產生了影響，激發了動畫、漫畫、電影、音樂、電視和遊戲中的眾多作品。

## 日本赛博朋克电影

### 风格
日本赛博朋克通常含有受工业环境影响而发生了费解的可怕变异的角色，尤其是主角。其中许多电影属于实验电影类型，大多没有传统的叙事情节，纯粹是一些与人物和情节可能有关也可能无关的或抽象或视觉化的片段序列。经常出现的主题包括：变异、科技、丧失人性、压抑和性变态（如恋物癖等）。

### 前身
与西方赛博朋克起源于新浪潮科幻文学不同，日本赛博朋克起源于地下音乐文化，尤其是20世纪70年代从日本朋克音乐界衍生出了日本朋克亚文化。电影制作人石井聰亙（又名石井岳龙）将这种亚文化引入到日本电影中，他的朋克电影《高中大恐慌》（Panic High School，1978）和《狂雷街区》（Crazy Thunder Road，1980）描绘了与朋克有关的叛乱和无政府状态，并在地下电影界引发轰动影响，尤其是《狂雷街区》这部颇具影响力的骑行电影，其中的朋克摩托帮派美学为大友克洋的《阿基拉》（Akira，1988）铺平了道路。石井的下一部电影则是狂热的《洗牌》（Shuffle，1981），这是一部由大友克洋的日漫改编的非官方短片。
石井最有影响力的电影是《爆裂都市》（1982），自上映以来，《爆裂都市》在日本地下电影界产生了巨大的影响，它使得（本名泉谷茂）成名，并且在四年后指导了他自己的赛博朋克电影《死亡粉末》（Death Powder，1986）。《铁男》的前身是冢本晋也在1986年创造的短片《普通型号怪人》（普通サイズの怪人，The Phantom of Regular Size）。三年后，冢本晋也将《普通型号怪人》扩大成了长篇电影。

### 核心影片
定义该流派的一些电影包括：
- 死亡粉末（Death Powder，1986）
- 阿基拉（Akira，1988）
- 铁男（Tetsuo: The Iron Man，1989）
- 匹诺曹964号（964 Pinocchio，1991）
- 铁男2：血肉横飞（Tetsuo II: Body Hammer，1992）
- 攻殼機動隊（Ghost In Shell，1995）
- 橡胶灵魂（Rubber's Lover，1996）

### 外围影片
相关影片包括：
- 豚鼠5：圣母机器人（Guinea Pig 5: Android of Notre Dame，1988）
- 灭绝解刨学（Anatomia Extinction，1995）
- 性爱网络I.K.U.（I.K.U.，2001）
- 八万伏特霹雳神龙（Electric Dragon 80.000 V，2001）
- 逃离魔窟（Hellevator: The Bottled Fools，2004）
- Tsuburo no gara（2004）
- 人肉机器（Meatball Machine，2005）
- 东京残酷警察（Tokyo Gore Police，2008）

### 西方影片
- 橡皮头（Eraserhead，1977）
- 银翼杀手（Blade Runner，1982）
- 录像带谋杀案（Videodrome，1983）

### 受日本影响的西方影片
- Dandy Dust（1998）
- Ultra-Toxic（2005）
- 西洋镜（Zoetrope，1999）
- Automatons（2006）
- Hikikomori: Tokyo Plastic（2004）
- 皮肉计算机（Flesh Computer，2014）
- 电脑之心（Computer Hearts，2015）—（直接引用《铁男》）
- 呼吸困难（Difficulty Breathing，2017）

## 賽博龐克漫畫與動畫
日本的賽博朋克也指的是漫畫和具有賽博朋克主題的動漫作品的一個子流派。該子類別始於1982年漫畫系列《亞基拉》的首映，其1988年的動畫電影改編後來又廣受歡迎。《亞基拉》激發了一系列日本賽博朋克作品，包括漫畫和動漫系列，例如《攻殼機動隊》、《艾莉塔：戰鬥天使》、《星際牛仔》和《玲音》。
賽博朋克主題在動漫和漫畫中廣泛可見。在日本，Cosplay很流行，不僅青少年顯示出這種時尚風格，賽博龐克也被接受，其影響力也很廣泛。威廉·吉布森（William Gibson）的著名作品《神經喚術士》（Neuromancer）也在日本最大的工業區之一千葉成立，他的影響力主導了早期的賽博龐克運動。
賽博朋克動漫和漫畫借鑒了一種未來派的視野，這種視野具有與西方科幻小說相同的元素，因此在日本以外的地區已經得到了國際上的廣泛接受。“涉足賽博龐克的概念化正在進一步發揚光大，著眼於新的全球文化。這種文化目前還不存在，因此日本對賽博龐克未來的概念似乎與西方國家一樣有效，尤其是在西方的賽博龐克經常包含許多日本元素。” 威廉·吉布森（William Gibson）現在是日本的常客，他發現自己對日本的許多看法已成為現實：
現代日本簡直就是賽博朋克。 日本人自己知道並對此感到高興。 我記得我第一次看到澀谷，當時帶我到東京的年輕的記者之一，他的臉在上千種媒體陽光的照耀下渾身濕透-所有這些高聳入雲的，充滿活力的商業信息爬行說：“你看到了嗎？ 你知道嗎？這是《銀翼殺手》鎮，是的，顯然如此。

### 賽博龐克漫畫與動畫列表
- 亞基拉（漫畫）
  - 亞基拉（電影）
- （1985）
- 無限地帶23（1985）
- （1987）
- MIDNIGHT EYE ゴクウ（1987）
- 迷宮物語（1987）
- Angel Cop（1989）
- 攻殼機動隊（1989）
- A.D. Police: Dead End City（1989）
- Cyber City Oedo 808（1990）
- 銃夢（1990）
- 虚界之魔兽（1993）
- 奧美蒂III（1995）
- 新世紀福音戰士（1995）
- Extra（1996）
- 星際牛仔（1997）
- （1998）
- 玲音（1998）
- Texhnolyze（2003）
- 死亡代理人（2006）
- 盜夢偵探（2006）
- （2012）
- 艾莉塔：戰鬥天使（2019）
- 全員惡玉（2020）